# Campeonato Mundial de Baloncesto Sub-19 de 2017
La decimotercera edición del Campeonato Mundial de Baloncesto Sub-19 Masculino tuvo lugar del 1 al 9 de julio de 2017 en El Cairo, Egipto. El campeón fue Canadá que venció a Italia por 79-60 en la final.

## Clasificados
| Competición                             | Fecha               | Sede     | Plazas | Clasificados                                |
| --------------------------------------- | ------------------- | -------- | ------ | ------------------------------------------- |
| País anfitrión                          | 12 de marzo de 2016 | Mies     | 1      | Egipto                                      |
| Campeonato FIBA Américas Sub-18 de 2016 | 19-23 de julio      | Valdivia | 4      | Estados Unidos Canadá Puerto Rico Argentina |
| Campeonato FIBA África Sub-18 de 2016   | 19-28 de septiembre | Kigali   | 2      | Angola Malí                                 |
| Campeonato FIBA Asia Sub-18 de 2016     | 10-17 de octubre    | Teherán  | 3      | Irán Japón Corea del Sur                    |
| Campeonato FIBA Oceanía Sub-18 de 2016  | 5-10 de diciembre   | Suva     | 1      | Nueva Zelanda                               |
| Campeonato FIBA Europa Sub-18 de 2016   | 16-22 de diciembre  | Samsun   | 5      | Francia Lituania Italia Alemania España     |
| TOTAL                                   |                     |          | 16     |                                             |
| 1. 2. 3. 4.                             |                     |          |        |                                             |

## Organización

### Sede
| El Cairo                                                                           | El Cairo                           |
| El Cairo El Cairo ciudad sede del Campeonato Mundial de Baloncesto Sub-19 de 2017. |                                    |
| ---------------------------------------------------------------------------------- | ---------------------------------- |
| El Cairo El Cairo ciudad sede del Campeonato Mundial de Baloncesto Sub-19 de 2017. | Cairo Stadium Indoor Halls Complex |
| El Cairo El Cairo ciudad sede del Campeonato Mundial de Baloncesto Sub-19 de 2017. | Capacidad: 16 000 espectadores     |
| El Cairo El Cairo ciudad sede del Campeonato Mundial de Baloncesto Sub-19 de 2017. |                                    |

El Cairo Stadium Indoor Halls Complex albergará todos los partidos de la fase de grupos y de la fase final. El complejo multiuso cuenta con tres estadios bajo techo, de los cuales se utilizarán los dos más grandes, con capacidades para 16000 y 2100 espectadores respectivamente.

### Sistema de competencia
Fase de grupos
Los dieciséis (16) equipos participantes están divididos en cuatro (4) grupos (A, B, C, y D) compuestos por cuatro (4) equipos cada uno de ellos. Cada equipo jugará contra el resto de equipos de su propio grupo (un total de 3 partidos para cada equipo).
Fase Final
Todos los equipos se clasifican para la ronda de octavos de final, en la cual se enfrentarán de forma cruzada entre los Grupos A, B, C y D (A1 - B4, A2 - B3, etc.). Los ganadores de octavos de final avanzan a la ronda de cuartos de final, mientras que los no clasificados pasarán a jugar los partidos de Clasificación para las posiciones entre 9-16.

## Árbitros
Los árbitros elegidos para dirigir los encuentros fueron:
- Amr Aboollo
- Taha Al-Hashedi
- Julio Anaya
- Andrés Bartel
- Matthew Beattie
- Omar Bermúdez
- Fernando Calatrava
- Mehdi Difallah
- Daniel García
- Aleksandar Glišić
- Takaki Kato
- Leandro Lezcano
- Wojciech Liszka
- Ivor Matějek
- Manuel Mazzoni
- Matthew Albert Myers
- Sebastián Negron
- Zdravko Rutešić
- Gonzalo Salgueiro
- Sofiane Si Youcef
- Michael Reed Scott
- Arturas Šukys
- Tanel Suslov
- Matthew Townsend
- Nan Ye
- Yener Yılmaz

## Fase de grupos

### Grupo A
|   | Equipo        | Pts | PG | PP | PF  | PC  | Dif |
| - | ------------- | --- | -- | -- | --- | --- | --- |
| 1 | Francia       | 6   | 3  | 0  | 229 | 177 | 52  |
| 2 | Argentina     | 5   | 2  | 1  | 227 | 208 | 19  |
| 3 | Nueva Zelanda | 4   | 1  | 2  | 227 | 235 | −8  |
| 4 | Corea del Sur | 3   | 0  | 3  | 212 | 275 | −63 |

| 1 de julio de 2017, 13:00 | Nueva Zelanda                                      | 88–81                | Corea del Sur                            | El Cairo                                                                                          |  |
|                           | Parciales: 21-15, 18-25, 18-25, 31-16              |                      |                                          |                                                                                                   |  |
|                           | Estadísticas T. Wynyard 22 T. Wynyard 6 I. Letoa 5 | Reporte Pts Reb Asts | Estadísticas S. Han 20 Y. Ha 7 J. Park 7 | Pabellón: Cairo Stadium Indoor Halls Complex Árbitros: Julio Anaya Gonzalo Salgueiro Tanel Suslov |  |

| 1 de julio de 2017, 15:15 | Argentina                                        | 53–62                | Francia                                                    | El Cairo                                                                                               |  |
|                           | Parciales: 8-21, 15-18, 13-13, 17-10             |                      |                                                            | |  |
|                           | Estadísticas S. Vaulet 18 L. Lema 14 S. Vaulet 4 | Reporte Pts Reb Asts | Estadísticas B. Tchouaffe 21 K. Tillie 9 E. Goudou Sinha 5 | Pabellón: Cairo Stadium Indoor Halls Complex Árbitros: Manuel Mazzoni Omar Bermúdez Michael Reed Scott |  |

| 2 de julio de 2017, 13:15 | Corea del Sur                              | 76–100               | Argentina                                         | El Cairo                                                                                                |  |
|                           | Parciales: 20-29, 14-22, 19-21, 23-28      |                      |                                                   | |  |
|                           | Estadísticas J. Kim 18 J. Park 6 J. Park 8 | Reporte Pts Reb Asts | Estadísticas L. Lema 32 L. Lema 10 F. Corvalán 10 | Pabellón: Cairo Stadium Indoor Halls Complex Árbitros: Fernando Calatrava Matthew Townsend Yener Yılmaz |  |

| 2 de julio de 2017, 15:30 | Francia                                                        | 80–69                | Nueva Zelanda                                                | El Cairo                                                                                                   |  |
|                           | Parciales: 21-17, 15-20, 21-16, 23-16                          |                      |                                                              | |  |
|                           | Estadísticas E. Goudou Sinha 18 J. Rambaut 5 E. Goudou Sinha 6 | Reporte Pts Reb Asts | Estadísticas S. Waardenburg 14 S. Waardenburg 9 F. Cameron 4 | Pabellón: Cairo Stadium Indoor Halls Complex Árbitros: Aleksandar Glišić Ivor Matějek Matthew Albert Myers |  |

| 4 de julio de 2017, 18:15 | Argentina                                           | 74–70                | Nueva Zelanda                                         | El Cairo                                                                                              |  |
|                           | Parciales: 18-16, 29-16, 13-20, 14-18               |                      |                                                       | |  |
|                           | Estadísticas M. Solanas 16 M. Chiarini 6 L. López 8 | Reporte Pts Reb Asts | Estadísticas Q. Clinton 19 Q. Clinton 12 Q. Clinton 3 | Pabellón: Cairo Stadium Indoor Halls Complex Árbitros: Mehdi Difallah Daniel García Gonzalo Salgueiro |  |

| 4 de julio de 2017, 18:15 | Corea del Sur                             | 55–87                | Francia                                                   | El Cairo                                                                                               |  |
|                           | Parciales: 11-17, 18-22, 13-25, 13-23     |                      |                                                           | |  |
|                           | Estadísticas Y. Ha 14 J. Park 5 J. Park 7 | Reporte Pts Reb Asts | Estadísticas A. Mokoka 14 B. Vautier 10 E. Goudou Sinha 5 | Pabellón: Cairo Stadium Indoor Halls Complex Árbitros: Andrés Bartel Zdravko Rutešić Sofiane Si Youcef |  |

### Grupo B
|   | Equipo      | Pts | PG | PP | PF  | PC  | Dif |
| - | ----------- | --- | -- | -- | --- | --- | --- |
| 1 | Lituania    | 6   | 3  | 0  | 282 | 186 | 96  |
| 2 | Alemania    | 5   | 2  | 1  | 214 | 187 | 27  |
| 3 | Egipto      | 4   | 1  | 2  | 157 | 219 | −62 |
| 4 | Puerto Rico | 3   | 0  | 3  | 171 | 232 | −61 |

| 1 de julio de 2017, 17:45 | Alemania                                              | 79–98                | Lituania                                                    | El Cairo                                                                                                |  |
|                           | Parciales: 12-25, 22-23, 24-21, 21-29                 |                      |                                                             | |  |
|                           | Estadísticas F. Zylka 17 R. Freudenberg 5 L. Olinde 4 | Reporte Pts Reb Asts | Estadísticas A. Kulboka 25 T. Sedekerskis 9 R. Jokubaitis 8 | Pabellón: Cairo Stadium Indoor Halls Complex Árbitros: Andrés Bartel Fernando Calatrava Zdravko Rutešić |  |

| 1 de julio de 2017, 20:30 | Egipto                                               | 67–65                | Puerto Rico                                        | El Cairo                                                                                         |  |
|                           | Parciales: 26-13, 18-14, 14-17, 9-21                 |                      |                                                    |                                                                                                  |  |
|                           | Estadísticas M. Youssef 16 A. Khalaf 13 M. Youssef 7 | Reporte Pts Reb Asts | Estadísticas J. Cruz 19 G. Texeira 11 J. Pacheco 4 | Pabellón: Cairo Stadium Indoor Halls Complex Árbitros: Mehdi Difallah Ivor Matějek Arturas Šukys |  |

| 2 de julio de 2017, 17:45 | Puerto Rico                                          | 49–69                | Alemania                                                | El Cairo                                                                                         |  |
|                           | Parciales: 9-18, 15-16, 17-15, 8-20                  |                      |                                                         |                                                                                                  |  |
|                           | Estadísticas L. Allende 16 L. Cuascut 6 J. Pacheco 6 | Reporte Pts Reb Asts | Estadísticas O. Da Silva 14 L. Olinde 11 N. Weidemann 8 | Pabellón: Cairo Stadium Indoor Halls Complex Árbitros: Julio Anaya Sebastián Negron Tanel Suslov |  |

| 2 de julio de 2017, 20:30 | Lituania                                               | 88–50                | Egipto                                               | El Cairo                                                                                         |  |
|                           | Parciales: 22-13, 33-8, 19-12, 14-17                   |                      |                                                      |                                                                                                  |  |
|                           | Estadísticas A. Kulboka 19 D. Kupsas 8 D. Giedraitis 7 | Reporte Pts Reb Asts | Estadísticas O. Elsheikh 14 A. Khalaf 11 A. Elraei 3 | Pabellón: Cairo Stadium Indoor Halls Complex Árbitros: Omar Bermúdez Takaki Kato Leandro Lezcano |  |

| 4 de julio de 2017, 20:30 | Alemania                                                 | 66–40                | Egipto                                              | El Cairo                                                                                            |  |
|                           | Parciales: 22-12, 17-11, 7-13, 20-4                      |                      |                                                     | |  |
|                           | Estadísticas P. Herkenhoff 11 L. Lagerpusch 7 I. Bonga 4 | Reporte Pts Reb Asts | Estadísticas E. Mostafa 11 E. Mostafa 14 O. Farag 2 | Pabellón: Cairo Stadium Indoor Halls Complex Árbitros: Fernando Calatrava Ivor Matějek Yener Yılmaz |  |

| 4 de julio de 2017, 20:30 | Puerto Rico                                      | 57–96                | Lituania                                                           | El Cairo                                                                                         |  |
|                           | Parciales: 20-26, 15-27, 9-22, 13-21             |                      |                                                                    |                                                                                                  |  |
|                           | Estadísticas L. López 14 E. Natal 7 J. Pacheco 2 | Reporte Pts Reb Asts | Estadísticas T. Sedekerskis 15 R. Gadiliauskas 12 T. Sedekerskis 5 | Pabellón: Cairo Stadium Indoor Halls Complex Árbitros: Leandro Lezcano Michael Reed Scott Nan Ye |  |

### Grupo C
|   | Equipo | Pts | PG | PP | PF  | PC  | Dif |
| - | ------ | --- | -- | -- | --- | --- | --- |
| 1 | España | 6   | 3  | 0  | 218 | 183 | 35  |
| 2 | Canadá | 5   | 2  | 1  | 264 | 195 | 69  |
| 3 | Japón  | 4   | 1  | 2  | 218 | 251 | −33 |
| 4 | Malí   | 3   | 0  | 3  | 158 | 229 | −71 |

| 1 de julio de 2017, 13:15 | Japón                                                       | 67–78                | España                                       | El Cairo                                                                                                |  |
|                           | Parciales: 16-15, 17-20, 17-21, 17-22                       |                      |                                              | |  |
|                           | Estadísticas R. Hachimura 20 R. Hachimura 10 S. Shigetomi 6 | Reporte Pts Reb Asts | Estadísticas E. Vila 18 E. Vila 14 A. Font 5 | Pabellón: Cairo Stadium Indoor Halls Complex Árbitros: Leandro Lezcano Wojciech Liszka Sebastián Negron |  |

| 1 de julio de 2017, 15:30 | Canadá                                                  | 91–42                | Malí                                                  | El Cairo                                                                                             |  |
|                           | Parciales: 24-12, 25-13, 21-8, 21-9                     |                      |                                                       | |  |
|                           | Estadísticas R. Barrett 20 R. Barrett 11 L. Wigginton 7 | Reporte Pts Reb Asts | Estadísticas S. Dembele 13 S. Dembele 14 L. Haidara 4 | Pabellón: Cairo Stadium Indoor Halls Complex Árbitros: Aleksandar Glišić Amr Aboollo Taha Al-Hashedi |  |

| 2 de julio de 2017, 13:45 | Malí                                               | 73–76                | Japón                                                 | El Cairo                                                                                     |  |
|                           | Parciales: 16-12, 16-19, 21-25, 20-20              |                      |                                                       |                                                                                              |  |
|                           | Estadísticas O. Traore 15 B. Keita 17 L. Haidara 5 | Reporte Pts Reb Asts | Estadísticas K. Masuda 16 R. Hachimura 12 Y. Mikami 6 | Pabellón: Cairo Stadium Indoor Halls Complex Árbitros: Manuel Mazzoni Taha Al-Hashedi Nan Ye |  |

| 2 de julio de 2017, 16:00 | España                                          | 78–73                | Canadá                                           | El Cairo                                                                                            |  |
|                           | Parciales: 22-18, 17-15, 18-20, 21-20           |                      |                                                  | |  |
|                           | Estadísticas A. Font 19 E. Vila 9 P. Figueras 7 | Reporte Pts Reb Asts | Estadísticas A. Kigab 16 A. Kigab 8 R. Barrett 6 | Pabellón: Cairo Stadium Indoor Halls Complex Árbitros: Mehdi Difallah Matthew Beattie Arturas Šukys |  |

| 4 de julio de 2017, 13:45 | Canadá                                                | 100–75               | Japón                                                     | El Cairo                                                                                            |  |
|                           | Parciales: 20-21, 27-11, 30-19, 23-24                 |                      |                                                           | |  |
|                           | Estadísticas L. Wigginton 21 A. Kigab 12 R. Barrett 6 | Reporte Pts Reb Asts | Estadísticas R. Hachimura 21 R. Hachimura 11 Y. Nishida 3 | Pabellón: Cairo Stadium Indoor Halls Complex Árbitros: Julio Anaya Wojciech Liszka Matthew Townsend |  |

| 4 de julio de 2017, 13:45 | España                                                      | 62–43                | Malí                                                  | El Cairo                                                                                                  |  |
|                           | Parciales: 17-7, 13-15, 11-14, 21-7                         |                      |                                                       | |  |
|                           | Estadísticas B. Vanaclocha 11 B. Vanaclocha 9 P. Figueras 4 | Reporte Pts Reb Asts | Estadísticas S. Dembele 13 L. Haidara 12 L. Haidara 4 | Pabellón: Cairo Stadium Indoor Halls Complex Árbitros: Aleksandar Glišić Amr Aboollo Matthew Albert Myers |  |

### Grupo D
|   | Equipo         | Pts | PG | PP | PF  | PC  | Dif  |
| - | -------------- | --- | -- | -- | --- | --- | ---- |
| 1 | Estados Unidos | 6   | 3  | 0  | 315 | 181 | 134  |
| 2 | Italia         | 5   | 2  | 1  | 199 | 209 | −10  |
| 3 | Angola         | 4   | 1  | 2  | 204 | 227 | −23  |
| 4 | Irán           | 3   | 0  | 3  | 141 | 242 | −101 |

| 1 de julio de 2017, 17:30 | Irán                                                       | 48–108               | Estados Unidos                                     | El Cairo                                                                                    |  |
|                           | Parciales: 6-18, 18-28, 13-30, 11-32                       |                      |                                                    |                                                                                             |  |
|                           | Estadísticas E. Samadi 11 A. Khandanpoor 7 M. Bahram Zad 3 | Reporte Pts Reb Asts | Estadísticas H. Diallo 17 B. McCoy 10 K. Huerter 5 | Pabellón: Cairo Stadium Indoor Halls Complex Árbitros: Yener Yılmaz Matthew Townsend Nan Ye |  |

| 1 de julio de 2017, 20:30 | Angola                                            | 66–70                | Italia                                            | El Cairo                                                                                                |  |
|                           | Parciales: 17-25, 12-11, 19-12, 16-16 (T.E.: 2-6) |                      |                                                   | |  |
|                           | Estadísticas S. Sousa 18 S. Sousa 18 E. Amandio 3 | Reporte Pts Reb Asts | Estadísticas D. Okeke 14 T. Oxilia 8 D. Denegri 6 | Pabellón: Cairo Stadium Indoor Halls Complex Árbitros: Matthew Beattie Takaki Kato Matthew Albert Myers |  |

| 2 de julio de 2017, 18:15 | Estados Unidos                                        | 109–68               | Angola                                             | El Cairo                                                                                                  |  |
|                           | Parciales: 24-12, 36-14, 23-18, 26-24                 |                      |                                                    | |  |
|                           | Estadísticas J. Okogie 17 A. Wiley 16 P. Washington 4 | Reporte Pts Reb Asts | Estadísticas S. Sousa 19 M. Valente 8 E. Amandio 6 | Pabellón: Cairo Stadium Indoor Halls Complex Árbitros: Michael Reed Scott Wojciech Liszka Zdravko Rutešić |  |

| 2 de julio de 2017, 20:00 | Italia                                            | 64–45                | Irán                                                      | El Cairo                                                                                             |  |
|                           | Parciales: 19-11, 11-11, 21-13, 13-10             |                      |                                                           | |  |
|                           | Estadísticas T. Oxilia 16 T. Oxilia 13 L. Penna 6 | Reporte Pts Reb Asts | Estadísticas A. Azari 13 A. Khandanpoor 9 M. Bahram Zad 4 | Pabellón: Cairo Stadium Indoor Halls Complex Árbitros: Andrés Bartel Daniel García Gonzalo Salgueiro |  |

| 4 de julio de 2017, 16:00 | Irán                                                   | 48–70                | Angola                                              | El Cairo                                                                                        |  |
|                           | Parciales: 17-17, 11-11, 13-17, 7-25                   |                      |                                                     |                                                                                                 |  |
|                           | Estadísticas A. Azari 15 F. Gholami 10 M. Bahram Zad 3 | Reporte Pts Reb Asts | Estadísticas E. Amandio 16 S. Sousa 15 E. Amandio 5 | Pabellón: Cairo Stadium Indoor Halls Complex Árbitros: Manuel Mazzoni Takaki Kato Arturas Šukys |  |

| 4 de julio de 2017, 16:00 | Italia                                                 | 65–98                | Estados Unidos                                          | El Cairo                                                                                              |  |
|                           | Parciales: 21-27, 18-26, 6-20, 20-25                   |                      |                                                         | |  |
|                           | Estadísticas D. Denegri 14 D. Denegri 6 L. Bucarelli 4 | Reporte Pts Reb Asts | Estadísticas P. Washington 20 A. Wiley 14 I. Quickley 6 | Pabellón: Cairo Stadium Indoor Halls Complex Árbitros: Omar Bermúdez Matthew Beattie Sebastián Negron |  |

## Fase final

### Cuadro final
|  | Octavos de final | Octavos de final |                |           | Cuartos de final | Cuartos de final |  |        | Semifinales | Semifinales |                |              | Final        | Final      |  |
|  | 5 de julio       | 5 de julio       |                |           | 7 de julio       | 7 de julio       |  |        | 8 de julio  | 8 de julio  |                |              | 9 de julio   | 9 de julio |  |
|  |                  |                  |                |           |                  |                  |  |        |             |             |                |              |              |            |  |
|  |                  |                  |                |           |                  |                  |  |        |             |             |                |              |              |            |  |
|  | Francia          | 84               |                |           |                  |                  |  |        |             |             |                |              |              |            |  |
|  | Francia          | 84               |                |           |                  |                  |  |        |             |             |                |              |              |            |  |
|  | Puerto Rico      | 66               |                |           |                  |                  |  |        |             |             |                |              |              |            |  |
|  | Puerto Rico      | 66               |                | Francia   | 67               |                  |  |        |             |             |                |              |              |            |  |
|  |                  |                  |                | Francia   | 67               |                  |  |        |             |             |                |              |              |            |  |
|  |                  |                  | Canadá         | 73        |                  |                  |  |        |             |             |                |              |              |            |  |
|  | Canadá           | 87               | Canadá         | 73        |                  |                  |  |        |             |             |                |              |              |            |  |
|  | Canadá           | 87               |                |           |                  |                  |  |        |             |             |                |              |              |            |  |
|  | Angola           | 65               |                |           |                  |                  |  |        |             |             |                |              |              |            |  |
|  | Angola           | 65               |                |           |                  |                  |  | Canadá | 99          |             |                |              |              |            |  |
|  |                  |                  |                |           |                  |                  |  | Canadá | 99          |             |                |              |              |            |  |
|  |                  |                  | Estados Unidos | 87        |                  |                  |  |        |             |             |                |              |              |            |  |
|  | Nueva Zelanda    | 65               | Estados Unidos | 87        |                  |                  |  |        |             |             |                |              |              |            |  |
|  | Nueva Zelanda    | 65               |                |           |                  |                  |  |        |             |             |                |              |              |            |  |
|  | Alemania         | 72               |                |           |                  |                  |  |        |             |             |                |              |              |            |  |
|  | Alemania         | 72               |                | Alemania  | 59               |                  |  |        |             |             |                |              |              |            |  |
|  |                  |                  |                | Alemania  | 59               |                  |  |        |             |             |                |              |              |            |  |
|  |                  |                  | Estados Unidos | 81        |                  |                  |  |        |             |             |                |              |              |            |  |
|  | Malí             | 69               | Estados Unidos | 81        |                  |                  |  |        |             |             |                |              |              |            |  |
|  | Malí             | 69               |                |           |                  |                  |  |        |             |             |                |              |              |            |  |
|  | Estados Unidos   | 117              |                |           |                  |                  |  |        |             |             |                |              |              |            |  |
|  | Estados Unidos   | 117              |                |           |                  |                  |  |        |             |             |                | Canadá       | 79           |            |  |
|  |                  |                  |                |           |                  |                  |  |        |             |             |                | Canadá       | 79           |            |  |
|  |                  |                  | Italia         | 60        |                  |                  |  |        |             |             |                |              |              |            |  |
|  | Argentina        | 72               | Italia         | 60        |                  |                  |  |        |             |             |                |              |              |            |  |
|  | Argentina        | 72               |                |           |                  |                  |  |        |             |             |                |              |              |            |  |
|  | Egipto           | 67               |                |           |                  |                  |  |        |             |             |                |              |              |            |  |
|  | Egipto           | 67               |                | Argentina | 58               |                  |  |        |             |             |                |              |              |            |  |
|  |                  |                  |                | Argentina | 58               |                  |  |        |             |             |                |              |              |            |  |
|  |                  |                  | España         | 70        |                  |                  |  |        |             |             |                |              |              |            |  |
|  | España           | 70               | España         | 70        |                  |                  |  |        |             |             |                |              |              |            |  |
|  | España           | 70               |                |           |                  |                  |  |        |             |             |                |              |              |            |  |
|  | Irán             | 50               |                |           |                  |                  |  |        |             |             |                |              |              |            |  |
|  | Irán             | 50               |                |           |                  |                  |  | España | 63          |             |                |              |              |            |  |
|  |                  |                  |                |           |                  |                  |  | España | 63          |             |                |              |              |            |  |
|  |                  |                  | Italia         | 66        |                  |                  |  |        |             |             |                |              |              |            |  |
|  | Corea del Sur    | 63               | Italia         | 66        |                  |                  |  |        |             |             |                |              |              |            |  |
|  | Corea del Sur    | 63               |                |           |                  |                  |  |        |             |             |                |              |              |            |  |
|  | Lituania         | 110              |                |           |                  |                  |  |        |             |             |                |              |              |            |  |
|  | Lituania         | 110              |                | Lituania  | 68               |                  |  |        |             |             |                | Tercer lugar | Tercer lugar |            |  |
|  |                  |                  |                | Lituania  | 68               |                  |  |        |             |             |                | Tercer lugar | Tercer lugar |            |  |
|  |                  |                  | Italia         | 73        |                  |                  |  |        |             |             |                |              |              |            |  |
|  | Japón            | 55               | Italia         | 73        |                  |                  |  |        |             |             | Estados Unidos | 96           |              |            |  |
|  | Japón            | 55               |                |           |                  |                  |  |        |             |             | Estados Unidos | 96           |              |            |  |
|  | Italia           | 57               |                |           |                  |                  |  |        |             |             |                |              | España       | 72         |  |
|  | Italia           | 57               |                |           |                  |                  |  |        |             |             |                |              | España       | 72         |  |
|  |                  |                  |                |           |                  |                  |  |        |             |             |                |              |              |            |  |

#### Octavos de final
| 5 de julio de 2017, 13:15 | Canadá                                                 | 87–65                | Angola                                         | |  |
|                           | Parciales: 30–23, 12–19, 22–8, 23–15                   |                      |                                                | |  |
|                           | Estadísticas D. Djuricic 22 A. Kigab 16 L. Wigginton 6 | Reporte Pts Reb Asts | Estadísticas S. Sousa 18 S. Sousa 9 S. Sousa 4 | Pabellón: Cairo Stadium Indoor Halls Complex, El Cairo Árbitros: Leandro Lezcano Andrés Bartel Matthew Albert Myers |  |

| 5 de julio de 2017, 13:45 | Japón                                                       | 55–57                | Italia                                              | |  |
|                           | Parciales: 13–15, 16–6, 9–19, 17–17                         |                      |                                                     | |  |
|                           | Estadísticas R. Hachimura 22 R. Hachimura 14 S. Shigetomi 3 | Reporte Pts Reb Asts | Estadísticas T. Oxilia 19 D. Okeke 8 L. Bucarelli 4 | Pabellón: Cairo Stadium Indoor Halls Complex, El Cairo Árbitros: Daniel García Taha Al-Hashedi Gonzalo Salgueiro |  |

| 5 de julio de 2017, 15:30 | Malí                                              | 69–117               | Estados Unidos                                         | |  |
|                           | Parciales: 10–30, 21–20, 20–26, 18–41             |                      |                                                        | |  |
|                           | Estadísticas L. Haidara 12 B. Keita 5 O. Traore 4 | Reporte Pts Reb Asts | Estadísticas P. Washington 20 B. McCoy 13 C. Reddish 6 | Pabellón: Cairo Stadium Indoor Halls Complex, El Cairo Árbitros: Matthew Townsend Fernando Calatrava Nan Ye |  |

| 5 de julio de 2017, 16:00 | España                                            | 70–50                | Irán                                                       | |  |
|                           | Parciales: 17–10, 15–13, 16–22, 22–5              |                      |                                                            | |  |
|                           | Estadísticas A. Font 15 E. Vila 15 P. Figueras 11 | Reporte Pts Reb Asts | Estadísticas A. Azari 15 A. Azari 9 S. Pourkavehdehkordi 4 | Pabellón: Cairo Stadium Indoor Halls Complex, El Cairo Árbitros: Michael Reed Scott Ivor Matějek Sebastián Negron |  |

| 5 de julio de 2017, 17:45 | Corea del Sur                           | 63–110               | Lituania                                               | |  |
|                           | Parciales: 11-34, 19-25, 13-27, 20-24   |                      |                                                        | |  |
|                           | Estadísticas Y. Ha 18 Y. Ha 5 J. Yang 6 | Reporte Pts Reb Asts | Estadísticas A. Kulboka 19 D. Kupsas 7 D. Giedraitis 7 | Pabellón: Cairo Stadium Indoor Halls Complex, El Cairo Árbitros: Mehdi Difallah Matthew Beattie Wojciech Liszka |  |

| 5 de julio de 2017, 18:15 | Francia                                                  | 84–66                | Puerto Rico                                       | |  |
|                           | Parciales: 19-15, 20-16, 20-17, 25-18                    |                      |                                                   | |  |
|                           | Estadísticas K. Tillie 20 K. Tillie 7 E. Goudou Sinha 11 | Reporte Pts Reb Asts | Estadísticas J. Cruz 21 J. Pacheco 5 J. Pacheco 5 | Pabellón: Cairo Stadium Indoor Halls Complex, El Cairo Árbitros: Yener Yılmaz Takaki Kato Zdravko Rutešić |  |

| 5 de julio de 2017, 20:00 | Nueva Zelanda                                             | 65–72                | Alemania                                          | |  |
|                           | Parciales: 11-24, 19-14, 13-16, 22-18                     |                      |                                                   | |  |
|                           | Estadísticas T. Wynyard 14 S. Waardenburg 12 Q. Clinton 5 | Reporte Pts Reb Asts | Estadísticas M. Sanders 15 L. Olinde 7 B. Hundt 5 | Pabellón: Cairo Stadium Indoor Halls Complex, El Cairo Árbitros: Julio Anaya Arturas Šukys Tanel Suslov |  |

| 5 de julio de 2017, 20:30 | Argentina                                               | 72–67                | Egipto                                               | |  |
|                           | Parciales: 13-24, 22-14, 20-16, 17-13                   |                      |                                                      | |  |
|                           | Estadísticas F. Corvalán 19 F. Corvalán 6 F. Corvalán 8 | Reporte Pts Reb Asts | Estadísticas M. Youssef 17 A. Khalaf 14 M. Youssef 8 | Pabellón: Cairo Stadium Indoor Halls Complex, El Cairo Árbitros: Aleksandar Glišić Omar Bermúdez Manuel Mazzoni |  |

#### Cuartos de final
| 7 de julio de 2017, 13:45 | Lituania                                                       | 68–73                | Italia                                                    | |  |
|                           | Parciales: 15-12, 10-19, 15-21, 28-21                          |                      |                                                           | |  |
|                           | Estadísticas T. Sedekerskis 20 G. Masiulis 13 T. Sedekerskis 5 | Reporte Pts Reb Asts | Estadísticas D. Denegri 18 L. Bucarelli 14 L. Bucarelli 5 | Pabellón: Cairo Stadium Indoor Halls Complex, El Cairo Árbitros: Daniel García Matthew Albert Myers Yener Yılmaz |  |

| 7 de julio de 2017, 16:15 | Argentina                                      | 58–70                | España                                         | |  |
|                           | Parciales: 13-18, 17-15, 10-15, 18-22          |                      |                                                | |  |
|                           | Estadísticas L. López 21 L. Lema 11 L. Berra 2 | Reporte Pts Reb Asts | Estadísticas E. Vila 24 E. Vila 11 P. Molins 4 | Pabellón: Cairo Stadium Indoor Halls Complex, El Cairo Árbitros: Mehdi Difallah Julio Anaya Tanel Suslov |  |

| 7 de julio de 2017, 18:45 | Francia                                            | 67–73                | Canadá                                            | |  |
|                           | Parciales: 15-15, 10-20, 19-18, 23-20              |                      |                                                   | |  |
|                           | Estadísticas K. Tillie 22 K. Tillie 17 A. N'Doye 6 | Reporte Pts Reb Asts | Estadísticas R. Barrett 27 A. Kigab 15 A. Kigab 6 | Pabellón: Cairo Stadium Indoor Halls Complex, El Cairo Árbitros: Manuel Mazzoni Omar Bermúdez Nan Ye |  |

| 7 de julio de 2017, 21:15 | Alemania                                       | 59–81                | Estados Unidos                                    | |  |
|                           | Parciales: 13-19, 18-14, 10-23, 18-25          |                      |                                                   | |  |
|                           | Estadísticas F. Zylka 20 I. Bonga 5 I. Bonga 4 | Reporte Pts Reb Asts | Estadísticas A. Wiley 19 A. Wiley 10 C. Reddish 5 | Pabellón: Cairo Stadium Indoor Halls Complex, El Cairo Árbitros: Aleksandar Glišić Takaki Kato Wojciech Liszka |  |

#### Semifinales
| 8 de julio de 2017, 18:00 | España                                           | 63–66                | Italia                                                  | |  |
|                           | Parciales: 22-9, 8-20, 16-16, 17-21              |                      |                                                         | |  |
|                           | Estadísticas A. Font 15 E. Vila 12 P. Figueras 5 | Reporte Pts Reb Asts | Estadísticas L. Bucarelli 15 T. Oxilia 7 L. Bucarelli 5 | Pabellón: Cairo Stadium Indoor Halls Complex, El Cairo Árbitros: Aleksandar Glišić Omar Bermúdez Yener Yılmaz |  |

| 8 de julio de 2017, 20:30 | Canadá                                             | 99–87                | Estados Unidos                                           | |  |
|                           | Parciales: 17-23, 28-19, 21-17, 33-28              |                      |                                                          | |  |
|                           | Estadísticas R. Barret 38 R. Barret 13 R. Barret 5 | Reporte Pts Reb Asts | Estadísticas P. Washington 17 A. Wiley 17 P. Pritchard 4 | Pabellón: Cairo Stadium Indoor Halls Complex, El Cairo Árbitros: Leandro Lezcano Daniel García Takaki Kato |  |

#### Partido por la medalla de bronce
| 9 de julio de 2017, 18:00 | Estados Unidos                                       | 96–72                | España                                          | |  |
|                           | Parciales: 25-8, 24-22, 19-15, 28-27                 |                      |                                                 | |  |
|                           | Estadísticas C. Edwards 13 B. McCoy 9 P. Pritchard 6 | Reporte Pts Reb Asts | Estadísticas I. Rosa 24 E. Vila 7 P. Figueras 7 | Pabellón: Cairo Stadium Indoor Halls Complex, El Cairo Árbitros: Manuel Mazzoni Leandro Lezcano Sebastián Negron |  |

#### Final
| 9 de julio de 2017, 20:30 | Canadá                                                | 79–60                | Italia                                              | |  |
|                           | Parciales: 24-10, 27-26, 18-12, 10-12                 |                      |                                                     | |  |
|                           | Estadísticas R. Barrett 18 R. Barrett 12 R. Barrett 4 | Reporte Pts Reb Asts | Estadísticas D. Okeke 14 D. Okeke 10 L. Bucarelli 6 | Pabellón: Cairo Stadium Indoor Halls Complex, El Cairo Árbitros: Aleksandar Glišić Daniel García Takaki Kato |  |

| Bandera de Canadá        |
| Campeón Canadá 1° título |

### Cuadro por el 5º-8º lugar
|  | Semifinales 5º-8º | Semifinales 5º-8º |          |          | Partido 5º lugar | Partido 5º lugar |  |
|  | 8 de julio        | 8 de julio        |          |          | 9 de julio       | 9 de julio       |  |
|  |                   |                   |          |          |                  |                  |  |
|  |                   |                   |          |          |                  |                  |  |
|  | Francia           | 60                |          |          |                  |                  |  |
|  | Francia           | 60                |          |          |                  |                  |  |
|  | Alemania          | 86                |          |          |                  |                  |  |
|  | Alemania          | 86                |          | Alemania | 80               |                  |  |
|  |                   |                   |          | Alemania | 80               |                  |  |
|  |                   |                   | Lituania | 74       |                  |                  |  |
|  | Argentina         | 77                | Lituania | 74       |                  |                  |  |
|  | Argentina         | 77                |          |          |                  |                  |  |
|  | Lituania          | 85                |          |          | Partido 7º lugar | Partido 7º lugar |  |
|  | Lituania          | 85                |          |          | Partido 7º lugar | Partido 7º lugar |  |
|  |                   |                   |          |          |                  |                  |  |
|  |                   |                   |          |          | Francia          | 69               |  |
|  |                   |                   |          |          | Francia          | 69               |  |
|  |                   |                   |          |          | Argentina        | 63               |  |
|  |                   |                   |          |          | Argentina        | 63               |  |
|  |                   |                   |          |          |                  |                  |  |

#### Semifinales del 5º–8º lugar
| 8 de julio de 2017, 13:00 | Argentina                                             | 77–85                | Lituania                                                    | |  |
|                           | Parciales: 21-25, 12-28, 19-11, 25-21                 |                      |                                                             | |  |
|                           | Estadísticas F. Corvalán 20 S. Bruera 7 F. Corvalán 9 | Reporte Pts Reb Asts | Estadísticas G. Masiulis 16 G. Masiulis 12 T. Sedekerskis 7 | Pabellón: Cairo Stadium Indoor Halls Complex, El Cairo Árbitros: Manuel Mazzoni Sebastián Negron Nan Ye |  |

| 8 de julio de 2017, 15:30 | Francia                                           | 60–86                | Alemania                                                  | |  |
|                           | Parciales: 14-20, 18-20, 19-26, 9-20              |                      |                                                           | |  |
|                           | Estadísticas A. N'Doye 11 A. N'Doye 5 A. N'Doye 4 | Reporte Pts Reb Asts | Estadísticas L. Lagerpusch 18 L. Lagerpusch 11 I. Bonga 7 | Pabellón: Cairo Stadium Indoor Halls Complex, El Cairo Árbitros: Fernando Calatrava Matthew Beattie Michael Reed Scott |  |

#### Partido por el 7º lugar
| 9 de julio de 2017, 16:00 | Francia                                            | 69–63                | Argentina                                           | |  |
|                           | Parciales: 15-17, 17-17, 15-17, 22-12              |                      |                                                     | |  |
|                           | Estadísticas K. Tillie 17 K. Tillie 12 K. Tillie 5 | Reporte Pts Reb Asts | Estadísticas F. Corvalán 16 L. Lema 9 F. Corvalán 6 | Pabellón: Cairo Stadium Indoor Halls Complex, El Cairo Árbitros: Fernando Calatrava Julio Anaya Wojciech Liszka |  |

#### Partido por el 5º lugar
| 9 de julio de 2017, 18:15 | Alemania                                                    | 80–74                | Lituania                                                       | |  |
|                           | Parciales: 13-23, 15-16, 23-18, 29-17                       |                      |                                                                | |  |
|                           | Estadísticas O. Da Silva 18 L. Lagerpusch 7 L. Lagerpusch 3 | Reporte Pts Reb Asts | Estadísticas T. Sedekerskis 14 G. Masiulis 11 T. Sedekerskis 4 | Pabellón: Cairo Stadium Indoor Halls Complex, El Cairo Árbitros: Mehdi Difallah Matthew Townsend Nan Ye |  |

### Cuadro por el 9.º-16.º lugares
|  | Partido 13.eɽ lugar | Partido 13.eɽ lugar |               |        | Semifinales 13.º-16.º | Semifinales 13.º-16.º |               |            | Cuartos de final 9º-16º | Cuartos de final 9º-16º |        |             | Semifinales 9º-12º | Semifinales 9º-12º |  |  | Partido 9º lugar | Partido 9º lugar |
|  |                     |                     |               |        |                       |                       |               |            |                         |                         |        |             |                    |                    |  |  |                  |                  |
|  |                     |                     |               |        |                       |                       |               |            | 7 de julio              |                         |        |             |                    |                    |  |  |                  |                  |
|  |                     |                     |               |        |                       |                       |               |            |                         |                         |        |             |                    |                    |  |  |                  |                  |
|  | 9 de julio          | 9 de julio          |               |        | 8 de julio            | 8 de julio            |               |            | Puerto Rico             | 63                      |        |             | 8 de julio         | 8 de julio         |  |  | 9 de julio       | 9 de julio       |
|  | 9 de julio          | 9 de julio          |               |        | 8 de julio            | 8 de julio            |               |            | Puerto Rico             | 63                      |        |             | 8 de julio         | 8 de julio         |  |  | 9 de julio       | 9 de julio       |
|  | 9 de julio          | 9 de julio          |               |        | 8 de julio            | 8 de julio            | Angola        | 59         |                         |                         |        |             | 8 de julio         | 8 de julio         |  |  | 9 de julio       | 9 de julio       |
|  | 9 de julio          | 9 de julio          |               | Angola | 73                    |                       | Angola        | 59         |                         |                         |        | Puerto Rico | 74                 |                    |  |  | 9 de julio       | 9 de julio       |
|  | 9 de julio          | 9 de julio          | 7 de julio    | Angola | 73                    |                       |               |            |                         |                         |        | Puerto Rico | 74                 |                    |  |  | 9 de julio       | 9 de julio       |
|  | 9 de julio          | 9 de julio          |               |        | Malí                  | 54                    |               |            | Nueva Zelanda           | 70                      |        |             |                    |                    |  |  | 9 de julio       | 9 de julio       |
|  | 9 de julio          | 9 de julio          | Nueva Zelanda | 87     | Malí                  | 54                    |               |            | Nueva Zelanda           | 70                      |        |             |                    |                    |  |  | 9 de julio       | 9 de julio       |
|  | 9 de julio          | 9 de julio          | Nueva Zelanda | 87     |                       |                       |               |            |                         |                         |        |             |                    |                    |  |  | 9 de julio       | 9 de julio       |
|  | 9 de julio          | 9 de julio          |               |        | Malí                  | 63                    |               |            |                         |                         |        |             |                    |                    |  |  | 9 de julio       | 9 de julio       |
|  | Angola              | 58                  |               |        | Malí                  | 63                    | Puerto Rico   | 68         |                         |                         |        |             |                    |                    |  |  |                  |                  |
|  | Angola              | 58                  | 7 de julio    |        |                       |                       | Puerto Rico   | 68         |                         |                         |        |             |                    |                    |  |  |                  |                  |
|  | Corea del Sur       | 56                  |               |        | Japón                 | 67                    |               |            |                         |                         |        |             |                    |                    |  |  |                  |                  |
|  | Corea del Sur       | 56                  | Egipto        | 57     | Japón                 | 67                    |               |            |                         |                         |        |             |                    |                    |  |  |                  |                  |
|  |                     |                     | Egipto        | 57     | 8 de julio            | 8 de julio            | 8 de julio    | 8 de julio |                         |                         |        |             |                    |                    |  |  |                  |                  |
|  |                     |                     | Irán          | 53     | 8 de julio            | 8 de julio            | 8 de julio    | 8 de julio |                         |                         |        |             |                    |                    |  |  |                  |                  |
|  | Partido 15º lugar   | Partido 15º lugar   | Irán          | 53     | Irán                  | 77                    |               |            |                         |                         | Egipto | 73          | Partido 11º lugar  | Partido 11º lugar  |  |  |                  |                  |
|  | Partido 15º lugar   | Partido 15º lugar   | 7 de julio    |        | Irán                  | 77                    |               |            |                         |                         | Egipto | 73          | Partido 11º lugar  | Partido 11º lugar  |  |  |                  |                  |
|  | 9 de julio          | 9 de julio          |               |        | Corea del Sur         | 81                    |               |            | Japón                   | 76                      |        |             | 9 de julio         | 9 de julio         |  |  |                  |                  |
|  | Malí                | 61                  | Corea del Sur | 64     | Corea del Sur         | 81                    | Nueva Zelanda | 85         | Japón                   | 76                      |        |             |                    |                    |  |  |                  |                  |
|  | Malí                | 61                  | Corea del Sur | 64     |                       |                       | Nueva Zelanda | 85         |                         |                         |        |             |                    |                    |  |  |                  |                  |
|  | Irán                | 70                  |               |        | Japón                 | 77                    |               |            | Egipto                  | 69                      |        |             |                    |                    |  |  |                  |                  |

#### Cuartos de final del 9º–16º lugar
| 7 de julio de 2017, 14:00 | Puerto Rico                                         | 63–59                | Angola                                            | |  |
|                           | Parciales: 14-12, 21-19, 14-11, 14-17               |                      |                                                   | |  |
|                           | Estadísticas G. Texeira 16 E. Rivera 6 L. Allende 4 | Reporte Pts Reb Asts | Estadísticas L. Miguel 13 S. Sousa 15 G. Santos 7 | Pabellón: Cairo Stadium Indoor Halls Complex, El Cairo Árbitros: Fernando Calatrava Gonzalo Salgueiro Arturas Šukys |  |

| 7 de julio de 2017, 16:15 | Nueva Zelanda                                      | 87–63                | Malí                                              | |  |
|                           | Parciales: 25-19, 22-12, 19-16, 21-16              |                      |                                                   | |  |
|                           | Estadísticas T. Samuel 24 T. Wynyard 13 I. Letoa 9 | Reporte Pts Reb Asts | Estadísticas O. Traore 19 B. Keita 10 I. Camara 2 | Pabellón: Cairo Stadium Indoor Halls Complex, El Cairo Árbitros: Sebastián Negron Amr Aboollo Michael Reed Scott |  |

| 7 de julio de 2017, 18:30 | Egipto                                             | 57–53                | Irán                                                    | |  |
|                           | Parciales: 14-15, 18-7, 13-22, 12-9                |                      |                                                         | |  |
|                           | Estadísticas E. Mostafa 14 A. Khalaf 15 O. Farag 3 | Reporte Pts Reb Asts | Estadísticas E. Samadi 16 A. Khandanpoor 12 E. Samadi 3 | Pabellón: Cairo Stadium Indoor Halls Complex, El Cairo Árbitros: Leandro Lezcano Matthew Beattie Matthew Townsend |  |

| 7 de julio de 2017, 20:45 | Corea del Sur                            | 64–77                | Japón                                                  | |  |
|                           | Parciales: 11-25, 21-10, 26-12, 6-30     |                      |                                                        | |  |
|                           | Estadísticas Y. Ha 19 Y. Ha 11 J. Park 6 | Reporte Pts Reb Asts | Estadísticas R. Hachimura 21 A. Schafer 10 K. Masuda 5 | Pabellón: Cairo Stadium Indoor Halls Complex, El Cairo Árbitros: Andrés Bartel Ivor Matějek Zdravko Rutešić |  |

#### Semifinales del 13.eɽ–16.º lugares
| 8 de julio de 2017, 11:30 | Angola                                              | 73–54                | Malí                                               | |  |
|                           | Parciales: 18-10, 16-19, 24-7, 15-18                |                      |                                                    | |  |
|                           | Estadísticas S. Sousa 18 E. Amandio 10 E. Amandio 6 | Reporte Pts Reb Asts | Estadísticas L. Haidara 17 B. Keita 8 L. Haidara 4 | Pabellón: Cairo Stadium Indoor Halls Complex, El Cairo Árbitros: Matthew Townsend Amr Aboollo Gonzalo Salgueiro |  |

| 8 de julio de 2017, 13:45 | Irán                                                  | 77–81                | Corea del Sur                              | |  |
|                           | Parciales: 15-16, 24-20, 13-21, 25-24                 |                      |                                            | |  |
|                           | Estadísticas A. Azari 20 A. Khandanpoor 13 A. Azari 9 | Reporte Pts Reb Asts | Estadísticas J. Kim 31 M. Shin 7 J. Park 8 | Pabellón: Cairo Stadium Indoor Halls Complex, El Cairo Árbitros: Julio Anaya Taha Al-Hashedi Wojciech Liszka |  |

#### Semifinales del 9º–12º lugar
| 8 de julio de 2017, 16:00 | Puerto Rico                                   | 74–70                | Nueva Zelanda                                        | |  |
|                           | Parciales: 13-20, 18-11, 20-14, 23-25         |                      |                                                      | |  |
|                           | Estadísticas J. Cruz 19 J. Cruz 10 B. Davis 5 | Reporte Pts Reb Asts | Estadísticas T. Wynyard 15 T. Wynyard 13 F. Camero 4 | Pabellón: Cairo Stadium Indoor Halls Complex, El Cairo Árbitros: Andrés Bartel Ivor Matějek Tanel Suslov |  |

| 8 de julio de 2017, 18:15 | Egipto                                               | 73–76                | Japón                                                      | |  |
|                           | Parciales: 17-12, 16-16, 11-19, 20-17 (T.E.: 9-12)   |                      |                                                            | |  |
|                           | Estadísticas A. Khalaf 18 A. Khalaf 11 M. Youssef 10 | Reporte Pts Reb Asts | Estadísticas R. Hachimura 18 R. Hachimura 10 S. Shigetom 5 | Pabellón: Cairo Stadium Indoor Halls Complex, El Cairo Árbitros: Mehdi Difallah Matthew Albert Myers Arturas Šukys |  |

#### Partido por el 15º lugar
| 9 de julio de 2017, 11:30 | Malí                                              | 61–70                | Irán                                                    | |  |
|                           | Parciales: 13-26, 14-14, 16-18, 18-12             |                      |                                                         | |  |
|                           | Estadísticas B. Keita 15 B. Keita 13 S. Dembele 4 | Reporte Pts Reb Asts | Estadísticas E. Samadi 21 A. Khandanpoor 11 E. Samadi 3 | Pabellón: Cairo Stadium Indoor Halls Complex, El Cairo Árbitros: Michael Reed Scott Gonzalo Salgueiro Arturas Šukys |  |

#### Partido por el 13.eɽlugar
| 9 de julio de 2017, 13:00 | Angola                                          | 58–56                | Corea del Sur                                | |  |
|                           | Parciales: 11-18, 17-9, 15-19, 15-10            |                      |                                              | |  |
|                           | Estadísticas S. Sousa 27 S. Sousa 21 S. Sousa 3 | Reporte Pts Reb Asts | Estadísticas J. Yang 17 J. Yang 15 J. Park 4 | Pabellón: Cairo Stadium Indoor Halls Complex, El Cairo Árbitros: Andrés Bartel Sofiane Si Youcef Tanel Suslov |  |

#### Partido por el 11º lugar
| 9 de julio de 2017, 15:30 | Nueva Zelanda                                       | 85–69                | Egipto                                               | |  |
|                           | Parciales: 22-8, 16-22, 17-21, 30-18                |                      |                                                      | |  |
|                           | Estadísticas T. Wynyard 17 T. Wynyard 10 I. Letoa 9 | Reporte Pts Reb Asts | Estadísticas M. Youssef 22 E. Mostafa 7 M. Youssef 5 | Pabellón: Cairo Stadium Indoor Halls Complex, El Cairo Árbitros: Yener Yılmaz Matthew Albert Myers Zdravko Rutešić |  |

#### Partido por el 9º lugar
| 9 de julio de 2017, 13:45 | Puerto Rico                                       | 68–67                | Japón                                                       | |  |
|                           | Parciales: 17-17, 12-16, 22-16, 17-18             |                      |                                                             | |  |
|                           | Estadísticas J. Pacheco 19 J. Cruz 7 L. Allende 4 | Reporte Pts Reb Asts | Estadísticas R. Hachimura 27 R. Hachimura 11 S. Shigetomi 4 | Pabellón: Cairo Stadium Indoor Halls Complex, El Cairo Árbitros: Omar Bermúdez Matthew Beattie Ivor Matějek |  |

## Clasificación final
| Pos.              | Equipo         | Balance |
| ----------------- | -------------- | ------- |
| Medalla de oro    | Canadá         | 6–1     |
| Medalla de plata  | Italia         | 5–2     |
| Medalla de bronce | Estados Unidos | 6–1     |
| 4º                | España         | 5–2     |
| 5º                | Alemania       | 5–2     |
| 6º                | Lituania       | 5-2     |
| 7º                | Francia        | 5–2     |
| 8º                | Argentina      | 3–4     |
| 9º                | Puerto Rico    | 3–4     |
| 10º               | Japón          | 3–4     |
| 11º               | Nueva Zelanda  | 3–4     |
| 12º               | Egipto         | 2–5     |
| 13º               | Angola         | 3–4     |
| 14º               | Corea del Sur  | 1–6     |
| 15º               | Irán           | 1–6     |
| 16º               | Malí           | 0–7     |